# Nitrite
 (janvier 2009).
Si vous disposez d'ouvrages ou d'articles de référence ou si vous connaissez des sites web de qualité traitant du thème abordé ici, merci de compléter l'article en donnant les références utiles à sa vérifiabilité et en les liant à la section « Notes et références ».

Structure de l'ion nitrite.

L'ion nitrite est la base conjuguée de l'acide nitreux. L'acide nitreux est un acide faible instable de formule HNO2. La formule de l'ion nitrite est NO2−.

## Confusion possible
Il ne faut pas confondre l'ion nitrite avec le dioxyde d'azote NO2 auquel il ressemble beaucoup par la structure chimique, mais qui est une molécule, et donc de charge électrique neutre.

## Toxicité
Dans les cours d'eau, notamment canalisés, et dans les régions densément habitées ou d'agriculture intensive, les nitrites (ou bien les nitrates) sont souvent une source de pollution.
Chez l'homme et d'autres mammifères, la présence de nitrites dans le sang empêche l'hémoglobine de fixer convenablement l'oxygène. C'est l'une des causes de la « maladie bleue du nourrisson », plus savamment appelée « méthémoglobinémie » . En avril 2011, trois enfants en sont morts en Chine.
C'est pourquoi la teneur en nitrites dans l'eau potable est réglementée (notamment pour la préparation des biberons), et indirectement celle des nitrates en raison de leur capacité à se transformer en nitrites.
Le nitrite est un conservateur des viandes transformées, très utilisé par l'industrie agroalimentaire. Il est classé cancérigène probable par le CIRC. En milieu acide, comme c'est le cas dans l'estomac, les nitrites, très présents dans la charcuterie comme additifs, provoquent la formation de deux produits cancérogènes avérés : d'une part du fer nitrosylé (en réagissant avec le fer héminique), d'autre part, des nitrosamines (en réagissant avec les amines secondaires). Ces molécules, appelées « composés nitrosés » (en anglais : nitroso-compounds) sont cancérogènes, notamment impliquées dans l'apparition du cancer colorectal,. Une étude faite sur plus de 100 000 adultes suggère également une association entre la consommation de nitrites (notamment présents dans la charcuterie) et un risque accru de diabète de type 2.

### Hème nitrosylé

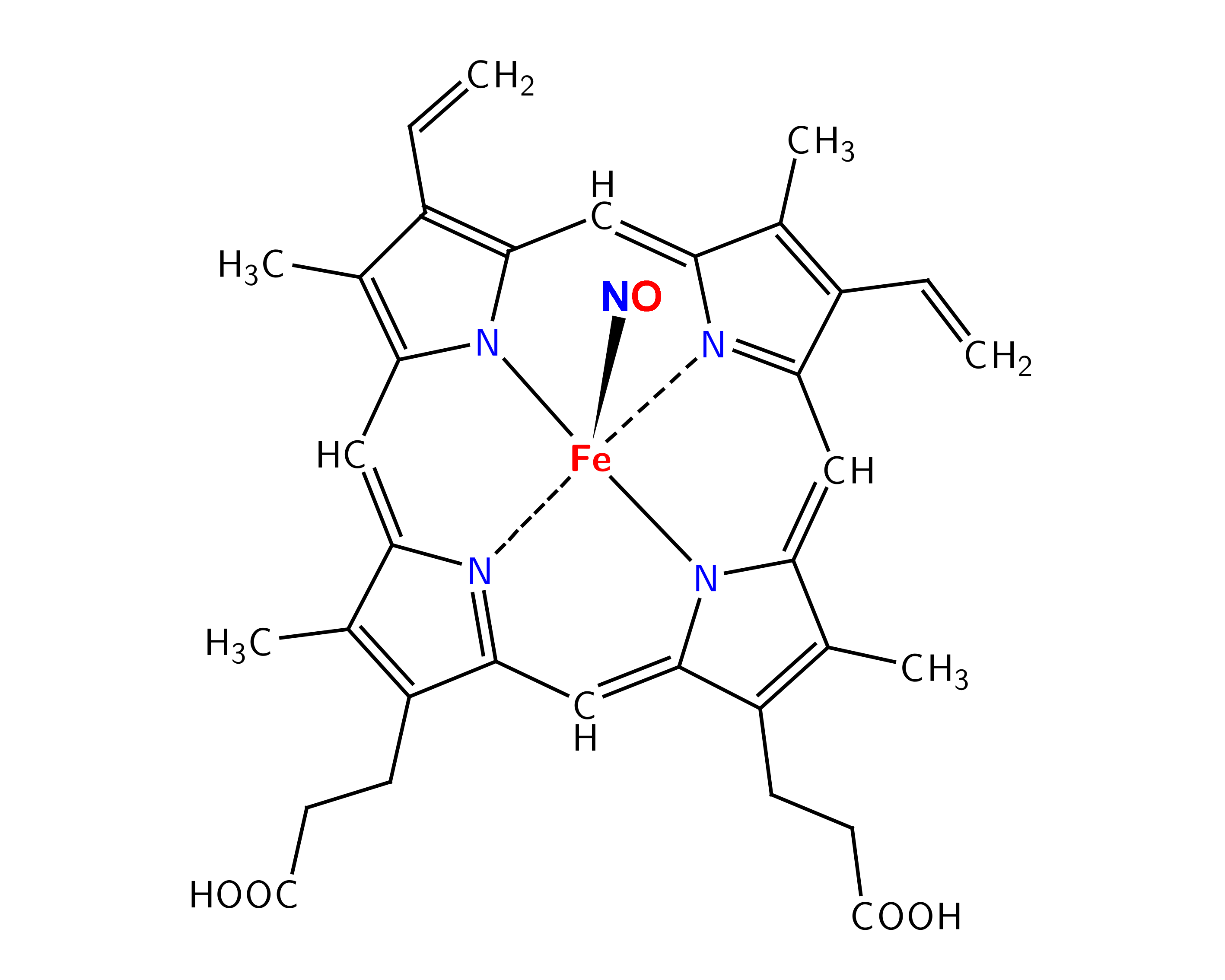
Nitrosohème, ou fer nitrosylé, responsable de la couleur rouge foncée caractéristique de la nitroso-myoglobine NO-Mb.

Dans  les charcuteries et la viande hachée traitées au nitrite, l'oxyde nitrique NO issu de la réduction du nitrite se fixe sur la myoglobine Fe2+ (Mb), pour former de la nitroso-myoglobine NO-Mb de couleur rouge foncé. Lorsque la viande nitritée est chauffée, la nitroso-myoglobine se transforme sous l'effet de la chaleur. Son pigment nitré (l'hème nitrosylé, appelé aussi « nitrosohème » ou « fer nitrosylé ») est converti en un autre pigment, la « nitrosylhémochrome », de couleur rose. La salaison donne ainsi une nouvelle teinte qui ne ressemble pas exactement à celle de la viande fraîche (c'est un rose framboisé qui n'a guère d'équivalent), mais correspond au ton vif attendu par le consommateur.
Les charcuteries traitées aux nitrites peuvent contenir des agents cancérigènes, notamment, des peroxydes.
Les données épidémiologiques montrent une association positive entre consommation de fer héminique et cancer colorectal. L’hème catalyse deux types de réaction : la peroxydation des lipides et la formation de composés N-nitrosés. En outre, l’hème peut avoir un effet direct sur les cellules de la muqueuse.[Lequel ?][citation nécessaire]
Les réactions de nitrosylation conduisent également à la formation de S-nitrosothiols ou de fer nitrosylé FeNO, à la suite de l’ajout d’un ion nitrosyl NO− sur les groupes thiol ou les métaux de transition comme le fer. Les nitrites, utilisés sous forme d’acide nitreux, favorisent ce type de réaction et conduisent à la formation d’oxyde d’azote et d’hème nitrosylé,.

## Propriétés
L’ion nitrite a un comportement très différent de l'ion nitrate. En particulier, il se lie aux métaux.
Les nitrites alcalins sont solubles dans l'eau et hygroscopiques.
Exemples de nitrites :
- nitrite de sodium NaNO2 ;
- nitrite de calcium Ca(NO2)2 ;
- nitrite de potassium KNO2.

## Obtention
Les nitrites alcalins sont obtenus par décomposition des nitrates correspondants vers 1 200 °C.
On les prépare actuellement par synthèse lors de la production de l’acide nitrique.

## Utilisations
- Conservation de la viande.
- Agriculture : la bactérie Nitrosomonas convertit l'ammoniac des plantes, résultant de l'azote, en nitrite puis Nitrobacter transforme le nitrite en nitrate absorbé par les racines.
- Transformation d'amines en sels de diazonium, base de l'industrie des colorants organiques.